# Orbitsville
Orbitsville ist ein Science-Fiction-Roman des britischen Schriftstellers Bob Shaw. Die Geschichte erschien zuerst als Fortsetzungsgeschichte von Juni bis August 1974 im Magazin Galaxy Science Fiction und wurde 1975 von Gollancz in Buchform veröffentlicht.
Die Geschichte beschreibt Fund und Erforschung einer riesigen, künstlich geschaffenen Kugelschale, die einen kompletten Stern umhüllt und deren Innenseite bewohnbar ist (siehe Dyson-Sphäre), sowie ihre Bedeutung als Lebensraum für die Menschheit.

## Handlung
Die Menschheit hat den überlichtschnellen Raumflug entdeckt und die nähere interstellare Umgebung der Erde erforscht, dabei in 100 Jahren aber nur einen weiteren bewohnbaren Planeten entdeckt. Beide Welten werden de facto vom riesigen Konzern Starflight und dessen Präsidentin Elizabeth Lindstrom beherrscht, da alle Raumschiffe in ihrem Besitz sind.
Der Kapitän eines dieser Schiffe, Vance Garamond, erlebt ohne eigene Mitschuld den Tod von Lindstroms Sohn mit und fürchtet, dass sie ihm die Schuld für den Vorfall geben werde und dies wegen Lindstroms bekannter Rachsucht den Tod für ihn und seine Familie bedeuten wird. Es gelingt ihm mitsamt Frau Alice und Sohn an Bord seines Expeditionsschiff Bissendorf ins All hinaus zu fliehen. Es stehen ihm jedoch nicht viele Optionen offen, da das Schiff nur Proviant für ein Jahr mitführt und Terranova, der einzige andere bis dato bekannte bewohnbare Planet, von Starflight kontrolliert wird.
Garamond beschließt, als letzte Hoffnung einer alten Theorie nachzugehen. Die Aufzeichnungen einer lange untergegangenen Zivilisation über einen Stern, der auf aktuellen Karten nicht mehr verzeichnet ist, leiten ihn zu der Vermutung, dass der Stern künstlich verhüllt wurde. Dort finden sie zu ihrer Überraschung eine gigantische, künstlich geschaffene Sphäre, die den gesuchten Stern komplett umgibt und damit unsichtbar macht. Sie besteht aus einem unbekannten, unzerstörbaren Material. Die Sphäre ist hohl und ihre riesige Innenseite ist bewohnbar. Sie finden nur einen einzigen Eingang, in dessen Nähe mehrere tausend uralter Raumschiffswracks schweben. Die Sphäre bietet einen Lebensraum, der ungefähr 625 Millionen Mal größer ist als die bewohnbare Oberfläche der Erde. Die Innenoberfläche ist mit fruchtbarer Erde und Vegetation bedeckt, es existieren Berge und Flüsse. Die halbkugelförmige Sonne im Zentrum befindet sich in Rotation, wodurch ein Tag- und Nachtwechsel erzeugt wird. Auch uralte Ruinen werden gefunden.
Die Besatzung der Bissendorf erforscht sowohl das Äußere der Kugelschale als auch die nähere Umgebung des Eingangs. Im Inneren ist aus unbekannten Gründen die Kommunikation per Funk unmöglich. Schließlich verständigt die Bissendorf die Erde, woraufhin Lindstrom bald darauf mit einer kleinen Flotte die Sphäre erreicht und sie für Starflight in Besitz nimmt. Zu Garamonds Erleichterung scheint seine Entdeckung ihn daheim berühmt genug gemacht zu haben, dass Lindstrom ihm nichts antun kann. Doch auch wenn sie ihm scheinbar vergeben hat, hegt sie noch immer einen Hass auf Garamond für den Tod ihres Sohns.
Schnell wird die kleine Stadt Brückenstadt am Eingang der Sphäre errichtet. In geringer Entfernung entdeckt man eine eher primitive Zivilisation fremdartiger Wesen. Sie sind stumm und sie reagieren nur verhalten auf die Menschen, die sie Clowns nennen. Es dauert nicht lange, bis es zu Übergriffen der Menschen auf die Clowns kommt, verstärkt durch negative Stimmungsmache in den von Starflight kontrollierten Medien. Garamond äußert sich kritisch gegenüber Lindstrom, die nur kleine Mengen von Siedlern gegen hohe Bezahlung hierhin transportieren will. Garamond dagegen würde die riesige Sphäre der gesamten Menschheit als Lebensraum zur freien Verfügung stellen.
Kurz darauf wird das Raumschiff Bissendorf sabotiert. Garamond und seine Besatzung verlieren die Kontrolle, stürzen durch den Eingang ins Innere der Sphäre und bruchlanden in über 15 Millionen Kilometern Entfernung vom Eingang. Garamond und andere brechen mit aus den Materialien des Wracks fabrizierten Flugzeugen zurück zum Eingang auf, die Reisezeit wird auf drei bis vier Jahre geschätzt. Im Laufe der Zeit wird die Reise immer eintöniger, die Reisenden stumpfen zusehends gegenüber den immer wiederkehrenden Eindrücken der riesigen Welt ab. Garamond gewöhnt sich langsam an den Gedanken, dass eine Frau und sein Sohn höchstwahrscheinlich durch Lindstrom umgebracht wurden.
Nach fast einem Jahr eintöniger Flugzeit finden Garamont und seine Begleiter schließlich einen weiteren Eingang, der von einem unbekannten Volk vor langer Zeit verschlossen wurde. Er kontaktiert Brückenstadt über Funk und wird von einem Transportschiff abgeholt. Außerdem erfährt er, dass seine Familie noch am Leben ist. Doch auch Lindstrom hat den Funkspruch empfangen und beeilt sich ebenfalls, zur Brückenstadt zurückzukehren. Dort angekommen wird Garamond wie ein Held empfangen. Es gelingt ihm gerade noch rechtzeitig, seine Familie zu finden und sie aus Lindstroms Gewalt zu befreien, bevor diese aus Rache seinen Sohn umbringen kann.
Lindstrom wird in der Folge abgesetzt. Eine neue Regierung beschließt, Lindstroms künstliche Beschränkungen der Siedler von der Erde aufzuheben und große Massen von Menschen errichten Siedlungen rund um zahlreiche weitere entdeckte Eingänge. Doch wie Garamond es vorhersah, führt die riesige Sphäre zu einem Ende der Fortentwicklung der Menschheit. Die Menschen beschäftigen sich mit Landwirtschaft und bemühen sich, ein eigenes kleines Leben dort aufzubauen. Nach und nach verlieren die Menschen jedoch mangels Unterschieden zwischen den verschiedenen Kolonien das Interesse am Reisen zwischen den verschiedenen weit entfernten Orten. Die Raumfahrt und weitere Erkundung des Weltalls kommt schließlich vollständig zum Erliegen, die Sphäre wird damit vermutlich zur letzten Ruhestätte der Menschheit.

## Fortsetzungen
Shaw schrieb zwei Fortsetzungen:
- Orbitsville Departure (1983)
  - Aufbruch nach Orbitsville (Goldmann, 1986, ISBN 3-442-23487-5.)
- Orbitsville Judgement (1990)

## Rezeption
1976 wurde der Roman von der British Science Fiction Association mit einem British Science Fiction Association Award als bester Roman des Jahres 1975 ausgezeichnet. Außerdem wurde Orbitsville für einen John W. Campbell Memorial Award nominiert.